# Ilyas Chouaref
Ilyas Chouaref (Châteauroux, 12 de diciembre de 2000) es un futbolista suizo, nacionalizado maltés, que juega en la demarcación de extremo para el FC Sion de la Superliga de Suiza.

## Selección nacional
Hizo su debut con la selección de Malta el 21 de marzo de 2025 en un encuentro de clasificación para la Copa Mundial de Fútbol de 2026 contra Finlandia que finalizó con un resultado de 0-1 a favor del combinado finlandés tras el gol de Oliver Antman.

## Clubes
| Club              | País    | Año       | Partidos | Goles |
| ----------------- | ------- | --------- | -------- | ----- |
| LB Châteauroux II | Francia | 2017-2022 | 28       | 9     |
| LB Châteauroux    | Francia | 2018-2022 | 76       | 4     |
| FC Sion           | Suiza   | 2022-     | 117      | 16    |